# Łomżyński
Łomżyński là một huyện thuộc tỉnh Podlaskie của Ba Lan. Huyện có diện tích 1355 km². Đến ngày 1 tháng 1 năm 2011, dân số của huyện là 51054 người và mật độ 38 người/km².